# Āqā Lak
Āqā Lak (persiska: آغُلَك, آغلَك, اَغِلَك, آقلَك, Āgholak, آقا لک) är en ort i Iran.   Den ligger i provinsen Qom, i den centrala delen av landet, 150 km sydväst om huvudstaden Teheran. Āqā Lak ligger 1 322 meter över havet och antalet invånare är 114.
Terrängen runt Āqā Lak är huvudsakligen kuperad, men åt sydost är den platt. Terrängen runt Āqā Lak sluttar österut.Runt Āqā Lak är det ganska tätbefolkat, med 100 invånare per kvadratkilometer. Närmaste större samhälle är Qāhān, 5,7 km väster om Āqā Lak. Trakten runt Āqā Lak består i huvudsak av gräsmarker.